# Cuchilla del Mangrullo
Die Cuchilla de Mangrullo bzw. Cuchilla del Mangrullo ist eine Hügelkette in Uruguay.
Sie ist ein Seitenstrang der Cuchilla Grande im östlichen Teil des Departamento Cerro Largo. Sie erstreckt sich zunächst von der Quellregion des Cañada de los Borros in östlicher Richtung, wo sie die höchste Erhebung der Hügelkette bildet. Sodann ändert die rund 130 Kilometer lange Hügelkette ihren Verlauf nach Südosten bis zum Río Tacuarí. Die Cuchilla de Mangrullo trennt das Einzugsgebiet des Río Tacuarí von dem des Río Yaguarón. In ihr entspringen beispielsweise der Cañada de los Mimbres, der Arroyo del Barón, Arroyito Molles und der Arroyo Verachi.